# Дици
Дици (груз. დიცი) — село в Грузии, на территории Горийского муниципалитета края (мхаре) Шида-Картли.

## География
Село находится в центральной части Грузии, к западу от реки Малая Лиахви, на расстоянии приблизительно 21 километра (по прямой) к северо-северо-западу от города Гори, административного центра муниципалитета. Абсолютная высота — 891 метр над уровнем моря.

## Население
По результатам официальной переписи населения 2014 года в Дици проживало 1072 человека (539 мужчин и 533 женщины). В национальной структуре населения грузины составляли 99 %, осетины — 0,5 %, русские — 0,4 %.
| Год  | Население, человек |
| ---- | ------------------ |
| 2002 | 1258               |
| 2014 | ↘ 1072             |